# Giovanni Giacomazzi
Giovanni Giacomazzi (San Martino di Lupari, 18 de janeiro de 1928 - 12 de dezembro de 1995) foi um futebolista italiano que atuava como defensor.

## Carreira
Giovanni Giacomazzi fez parte do elenco da Seleção Italiana de Futebol na Copa do Mundo de 1954, na Suíça, ele fez três partidas.